# Sonia Baby

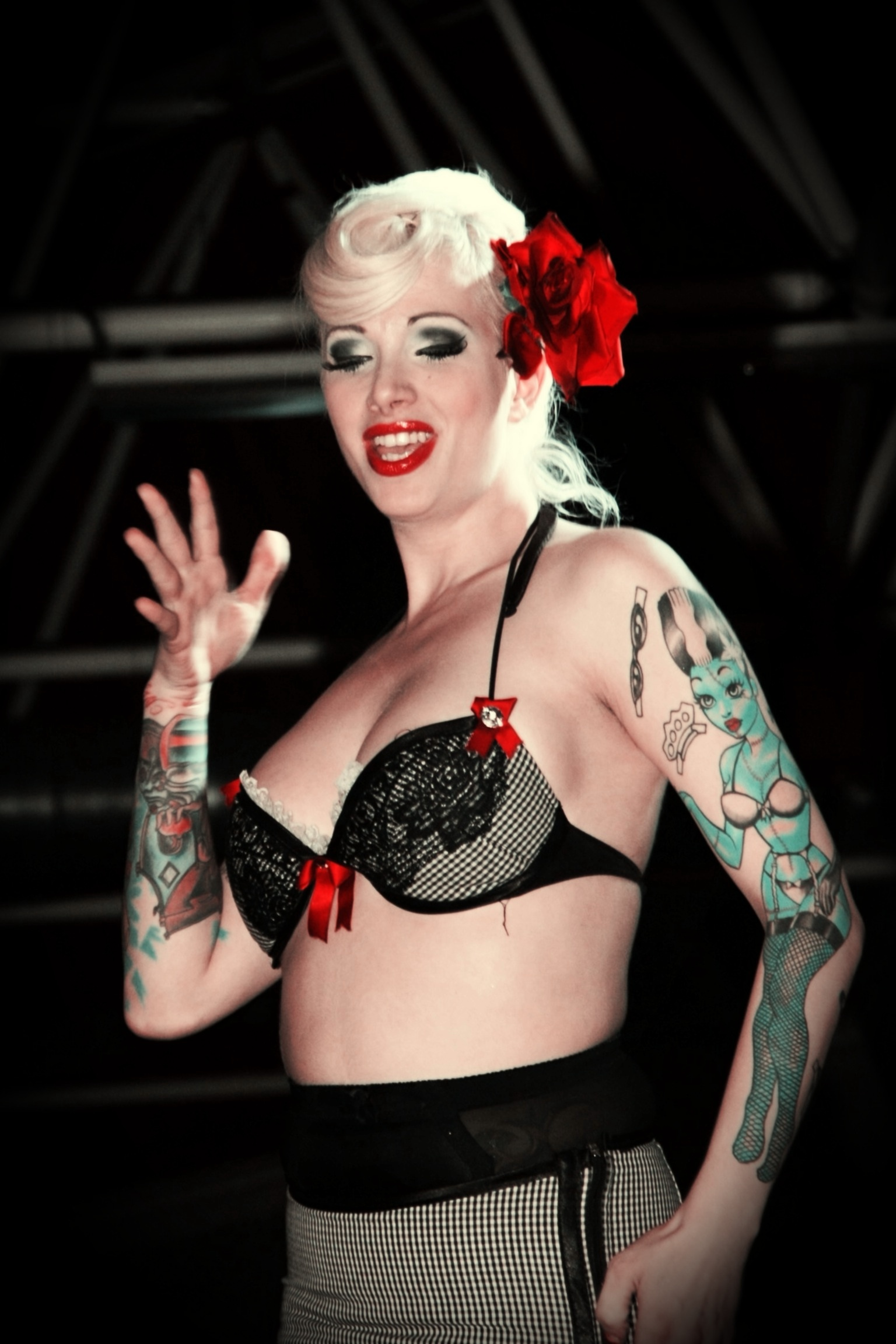
Sonia Baby 2010

Sonia Baby (* 1981 in Elche, Alicante, Spanien) ist eine ehemalige spanische Pornodarstellerin.

## Leben

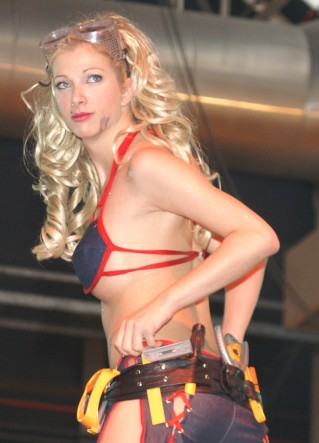
Sonia Baby 2006

Sonia Baby begann ihre Karriere Ende 2005 im Alter von 24 Jahren und arbeitete zunächst für die Website sexole.com sowie in der Erotikdiskothek „Baghdad“ in Barcelona, wo sie in Shows auftrat. Später trat sie in spanischen TV-Sendungen wie TNT auf und war auch Fotomodell in Magazinen wie Primera Línea, FHM español und Interviú.
Sonia Baby drehte ihren ersten Hardcorefilm Chupitos de Semen Anfang 2006 mit dem spanischen Produzenten IFG und Regisseur Max Cortés. Kurze Zeit später drehte sie bereits Filme für das führende Studio Private Media Group, wie beispielsweise Private Extreme: #24 Pleasure Dome de Jalif. Zudem wurde der Darsteller und Regisseur Nacho Vidal auf sie aufmerksam und lud sie ein, Filme mit seinem Studios Nacho Vidal Productions zu drehen.
Ende 2006 wurde Sonia Baby mit dem FICEB Award als beste spanische Darstellerin ausgezeichnet. Sie war auch die erste Darstellerin in Descubre A, Spaniens erster Reality Show on mobile, die im Februar 2007 startete. Im April 2007 war sie in dem mehrfach ausgezeichneten Film Five Hot Stories for Her von Erika Lust zu sehen.
2007 spielte sie zum letzten Mal in einem Pornofilm.

## Auszeichnungen
- 2006: FICEB Best Spanish Actress für Mantis[3]